# Arcidiocesi di Garoua
L'arcidiocesi di Garoua (in latino Archidioecesis Garuensis) è una sede metropolitana della Chiesa cattolica in Camerun. Nel 2021 contava 169.600 battezzati su 1.897.030 abitanti. È retta dall'arcivescovo Faustin Ambassa Ndjodo, C.I.C.M.

## Territorio
L'arcidiocesi comprende l'intera regione del Nord in Camerun.
Sede arcivescovile è la città di Garoua, dove si trova la cattedrale di Santa Teresa.
Il territorio è suddiviso in 31 parrocchie.
La provincia ecclesiastica di Garoua, istituita nel 1982, comprende 3 suffraganee:
- diocesi di Maroua-Mokolo,
- diocesi di Ngaoundéré,
- diocesi di Yagoua.

## Storia
La prefettura apostolica di Garoua fu eretta il 9 gennaio 1947 con la bolla Quo faciliori di papa Pio XII, ricavandone il territorio dal vicariato apostolico di Foumban (oggi diocesi di Nkongsamba).
Il 17 maggio 1951 cedette una porzione del suo territorio a vantaggio dell'erezione della prefettura apostolica di Moundou (oggi diocesi).
Il 24 marzo 1953 la prefettura apostolica fu elevata a vicariato apostolico con la bolla Cum Christi di papa Pio XII.
Il 14 settembre 1955 il vicariato apostolico fu elevato a diocesi con la bolla Dum tantis dello stesso papa Pio XII. Originariamente era suffraganea dell'arcidiocesi di Yaoundé.
Il 19 dicembre 1956 cedette una porzione del suo territorio a vantaggio dell'erezione della prefettura apostolica di Pala (oggi diocesi).
L'11 marzo 1968 cedette ulteriori porzioni del suo territorio a vantaggio dell'erezione delle prefetture apostoliche di Maroua-Mokolo e di Yagoua (oggi entrambe diocesi).
Il 18 marzo 1982 è stata ancora elevata al rango di arcidiocesi metropolitana con la bolla Eo magis catholica di papa Giovanni Paolo II.
Il 19 novembre dello stesso anno ha ceduto una porzione del suo territorio a vantaggio dell'erezione della diocesi di Ngaoundéré.

## Cronotassi dei vescovi
Si omettono i periodi di sede vacante non superiori ai 2 anni o non storicamente accertati.
- Yves-Joseph-Marie Plumey, O.M.I. † (25 marzo 1947  - 17 marzo 1984 dimesso)
- Christian Wiyghan Tumi † (17 marzo 1984 succeduto - 31 agosto 1991 nominato arcivescovo di Douala)
- Antoine Ntalou (23 gennaio 1992 - 22 ottobre 2016 ritirato)
- Faustin Ambassa Ndjodo, C.I.C.M., dal 22 ottobre 2016

## Statistiche
L'arcidiocesi nel 2021 su una popolazione di 1.897.030 persone contava 169.600 battezzati, corrispondenti all'8,9% del totale.
| anno | popolazione | popolazione | popolazione | presbiteri | presbiteri | presbiteri | presbiteri                | diaconi | religiosi | religiosi | parrocchie |
| anno | battezzati  | totale      | %           | numero     | secolari   | regolari   | battezzati per presbitero | diaconi | uomini    | donne     | parrocchie |
| ---- | ----------- | ----------- | ----------- | ---------- | ---------- | ---------- | ------------------------- | ------- | --------- | --------- | ---------- |
| 1950 | 1.500       | 1.200.000   | 0,1         | 27         |            | 27         | 55                        |         |           | 8         | 10         |
| 1970 | 14.395      | 551.431     | 2,6         | 51         | 5          | 46         | 282                       |         | 53        | 41        |            |
| 1980 | 38.238      | 858.000     | 4,5         | 66         | 3          | 63         | 579                       | 1       | 70        | 73        | 32         |
| 1990 | 56.267      | 630.000     | 8,9         | 56         | 11         | 45         | 1.004                     |         | 50        | 56        | 19         |
| 1999 | 77.652      | 1.100.000   | 7,1         | 54         | 18         | 36         | 1.438                     |         | 42        | 83        | 21         |
| 2000 | 80.805      | 1.100.000   | 7,3         | 54         | 18         | 36         | 1.496                     |         | 41        | 85        | 21         |
| 2001 | 89.287      | 1.100.000   | 8,1         | 55         | 20         | 35         | 1.623                     |         | 39        | 91        | 21         |
| 2002 | 90.265      | 1.100.000   | 8,2         | 72         | 21         | 51         | 1.253                     |         | 54        | 100       | 21         |
| 2003 | 93.195      | 1.129.874   | 8,2         | 50         | 21         | 29         | 1.863                     |         | 35        | 101       | 21         |
| 2004 | 87.884      | 1.122.660   | 7,8         | 50         | 24         | 26         | 1.757                     |         | 36        | 89        | 21         |
| 2006 | 92.400      | 1.135.072   | 8,1         | 59         | 35         | 24         | 1.566                     |         | 34        | 95        | 22         |
| 2013 | 136.113     | 1.295.000   | 10,5        | 67         | 51         | 16         | 2.031                     |         | 18        | 95        | 24         |
| 2016 | 162.972     | 1.787.601   | 9,1         | 74         | 59         | 15         | 2.202                     |         | 20        | 79        | 26         |
| 2019 | 172.900     | 1.894.680   | 9,1         | 77         | 62         | 15         | 2.245                     |         | 19        | 94        | 30         |
| 2021 | 169.600     | 1.897.030   | 8,9         | 81         | 58         | 23         | 2.093                     |         | 26        | 86        | 31         |